# Giampiero Casertano
Giampiero Casertano (Milano, 26 aprile 1961) è un fumettista italiano.

## Biografia
Mentre frequenta il liceo artistico di Milano diventa quando ha solo quindici anni, assistente di Leone Cimpellin per il quale realizza durante gli anni settanta i ripassi a china della serie Jonny Logan e di alcuni episodi della serie Guerra d'Eroi dell'Editoriale Dardo; poi inizia a collaborare con Boy Music, pubblicando cinque storie libere su testi di Giorgio Pelizzari; qui venne notato da Alfredo Castelli che lo fa entrare nella Sergio Bonelli Editore dove esordisce coadiuvando Carlo Ambrosini nella realizzazione di una storia di Ken Parker. Viene quindi inserito nello staff di Martin Mystère, testata per la quale esordì nel 1984; passò poi nel 1986 alla serie Dylan Dog, per la quale realizzò negli anni numerose storie; venne poi anche incaricato di realizzare le copertine di una nuova serie della Bonelli, Nick Raider; successivamente si dedicò solamente alla serie di Dylan Dog e alla fine degli anni novanta, anche un numero della serie Napoleone.
Nel 1997 pubblica in Francia per l'editore Soleil un cartonato di tre storie autoconclusive dal titolo Guerres, con la collaborazione alle sceneggiature di Stefano Di Marino e Carlo Lucarelli; l'edizione italiana verrà curata nel 1999 da I Libri Scuola del Fumetto. Esce nel 2008, per la casa editrice ReNoir COMICS, il primo volume di Decio, su testi di Giorgio Albertini.
Dal 2012 al 2013 realizza anche due albi della collana Le storie, (il n. 1 e il n. 7) e, nel 2013, collabora alla realizzazione del quarto Color Tex mentre, nel 2014, realizza lo Speciale Le Storie. Nel 2017 disegna il secondo numero della serie Mercurio Loi mentre nel 2021 è pubblicato il suo Texone Old South, su testi di Pasquale Ruju.